# Godod
Godod è una municipalità di quarta classe delle Filippine, situata nella Provincia di Zamboanga del Norte, nella regione della Penisola di Zamboanga.
Godod è formata da 17 baranggay:
- Baluno
- Banuangan
- Bunawan
- Dilucot
- Dipopor
- Guisapong
- Limbonga (Limboangan)
- Lomogom
- Mauswagon
- Miampic
- Poblacion
- Raba
- Rambon
- San Pedro
- Sarawagan
- Sianan
- Sioran